# Парк Воскресіння (Тернопіль)
Парк «Воскресі́ння» — один із наймолодших парків м. Тернополя (на 2022 р. парку більше не має. Він забудований гаражами).

## Відомості

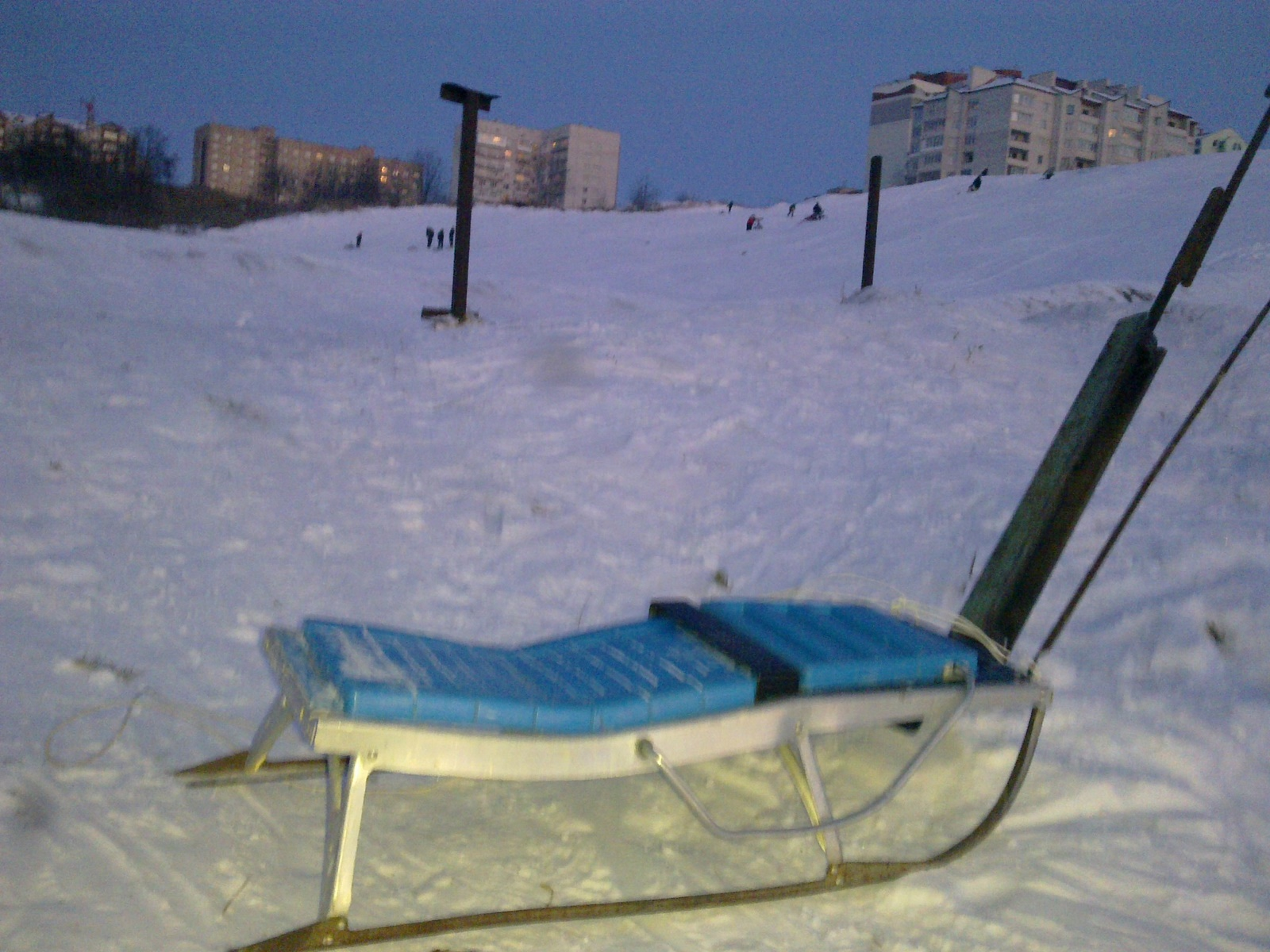
Зимові катання в парку

Один із наймолодших парків Тернополя, який нічим не поступався старожилам. Заснований у 2000 році на території пустиря, тоді тут були висаджені дерева найкращими представниками випускних класів шкіл Тернополя. Автором був відомий ландшафтний архітектор з Америки – Джон Звожек. Чоловік колись настільки захопився красою Тернополя, що вирішив докласти чимало зусиль до створення «Воскресіння». Він реконструював пам’ятники, встановив скульптурні композиції та розарій біля пам’ятника Степану Бандері. 
Площа 5 га.
Розташований у балці між автостоянкою по вул. Генерала Тарнавського і територією ВАТ «Текстерно». В парку існує лише одна головна алея від якої відгалужується 6 менших. Тут парку насипано 2 кургани, розбито 4 клумби.
Діє гірськолижна траса.